# Zoanthus cyanoides
Zoanthus cyanoides är en korallart som beskrevs av Ferdinand Albin Pax och Müller 1957. Zoanthus cyanoides ingår i släktet Zoanthus och familjen Zoanthidae. Inga underarter finns listade i Catalogue of Life.